# Mephisto (chaussure)
Pour les articles homonymes, voir Méphistophélès (homonymie).
Mephisto est une entreprise française fondée en 1965 à Sarrebourg par Martin Michaeli. Elle commercialise des chaussures ainsi que des accessoires (produits d'entretien, maroquinerie…) sous le même nom.

## Histoire
La première manufacture s'installe à Sarrebourg en France en 1965. Une seconde usine est créée en 1991 au Portugal qui assure 80 % de la production de chaussures en 2015. Outre la fabrication de chaussures, l'usine de Sarrebourg assure leur réparation et leur ressemelage.

## Produits
Mephisto a plusieurs gammes de chaussures dans sa collection dont : Mephisto (confort + bien-être), Mobils (confort extrême), Sano (fitness), Allrounder (outdoor).